# Pierre du Diable (Jullouville)

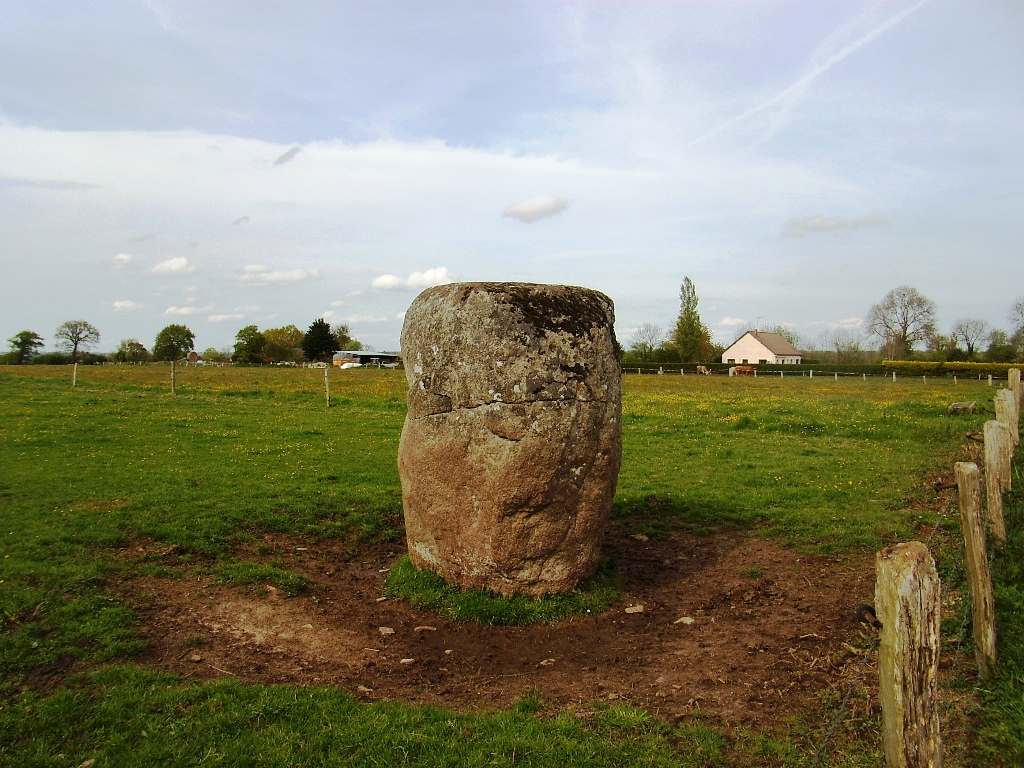
Pierre du Diable von Jullouville

Der Pierre du Diable (deutsch Teufelsstein; auch Pierre Levée oder Menhir de Vaumoisson genannt) ist ein Menhir an der „Route de la Pierre au Diable“ im Weiler Bouillon, östlich von Jullouville auf der Halbinsel Cotentin im Département Manche in der Normandie in Frankreich. Er ist einer von mehreren Findlingen, Menhiren oder Dolmen dieses Namens – auch im Plural als „Les Pierres“ (in Allinges, Arq, Artas, Beuvry, Jambes, Pierre du Diable (Haillot), Pierre du Diable (La Garnache), Layrisse, Pierre du Diable (Lécluse), Soubise und Pierre du Diable (Vitrac) in Belgien, Frankreich und der Schweiz).
Der Menhir ist ein Granitblock aus grobkörnigem zylindrischen Granulat mit abgeflachter Oberseite. Er ist etwa drei Meter hoch und hat einen Umfang von sechs bis sieben Metern. Seine Spitze wurde um 1820 abgebrochen. Die Archäologische Gesellschaft von Avranches hat 1855 am Fuße des Menhirs Grabungen durchgeführt, ohne eine Entdeckung zu machen, wobei aber festgestellt wurde, dass der Menhir bis zu einer Tiefe etwa drei Meter im Boden gründet, was auf eine große Ursprungslänge deutet.
Im frühen 19. Jahrhundert wurden Schatzsucher, die den Boden um seinen Fuß durchsuchten, von einer Person vertrieben, die sie ermorden wollte.
In der Nähe befand sich einst ein Kalvarienberg, der 1855 von einem Sturm zerstört wurde und wahrscheinlich errichtet wurde, um den Teufel auszutreiben.